# バーニャ
バーニャ（ロシア語: баня）とは、ロシアの蒸し風呂である。サウナと比べて室温は低いものになっている。また、バーニャには蒸気浴そのものを指すニュアンスもある。

## 概要
バーニャはロシアの伝統的な入浴施設である。公共浴場や私邸の敷地内に建てられるものなど様々である。
多くのバーニャには部屋が3つあり、スチームバスのある部屋、洗濯室、入口の部屋である。入口の部屋には衣服をかける釘や休息用のベンチがある。洗濯室では熱湯が出る蛇口があり、適切な温度で洗濯するための冷水の出る蛇口などが設けられている。
伝統的なバーニャは浴室に石組みのかまどがあり、かまどの石に水やビール、クワスなどの酒をかけたり、焼けた石を取り出し水を張った桶に入れ蒸気を起こす。
田舎のバーニャは中世の住居と同じ様式の丸太小屋が多く、煙突がないものは室内に煤がこもる事から「黒い風呂」と呼ばれる。
ロシア式の蒸気浴は、まず水を浴び、次に蒸気浴をしながらハタキで体を叩き、最後にきれいな水で流すことで清潔にするというプロセスが基本となる。
入浴後、冷水を浴びたり冷気に当たることで急激に体を冷ますことが習慣となっている。冬場には氷の張った川に飛び込むような人も見られるが、こうした習慣については健康によいと主張する人々と逆に健康に悪いと主張する人々とがある。少なくとも、慣れない人にとっては心臓麻痺などの障害を起こす危険性が指摘されている。
傾向として、ロシアの北部・北西部・シベリア地方では専用のバーニャで入浴し、南部では家のペチカを使って蒸気浴をすると言われていたが、厳密にはどちらの地方でも行われている。施設での蒸気浴とペチカでの蒸気浴のどちらがロシア式蒸気浴の起源となるのかという論争がある。

## 歴史
ロシアの年代記によれば、10世紀ごろにはロシア独自の蒸し風呂がノヴゴロド近辺にあったという記録がある。また、エフレーム主教がコンスタンティノープルからギリシャの修道院の生活様式を持ち帰った際に、その一つとして1089年に教会内に作られた蒸し風呂がロシア初の公共浴場と言われる。バーニャの語源は類似点の多い南ヨーロッパ語系の外来語と考えられている。
北部ロシアでは風呂は不浄を遠ざける場所という意味から、出産や婚礼など人生の節目となる儀礼が行われる場所とされていた。